# Oncopsis mali
Oncopsis mali är en insektsart som beskrevs av Matsumura 1905. Oncopsis mali ingår i släktet Oncopsis och familjen dvärgstritar. Inga underarter finns listade i Catalogue of Life.